# Кемельман, Гарри
Гарри Кемельман (англ. Harry Kemelman; 24 ноября 1908, Бостон, Массачусетс — 15 декабря 1996, Марблхед, Массачусетс) — американский писатель, мастер иронического детектива.
Окончил Гарвардский университет со специализацией по английской литературе. Преподавал в американских школах и университетах. К писательской карьере обратился в послевоенные годы: первый детективный рассказ из серии о Ники Уэлте, профессоре из Новой Англии, появился в печати в 1947 г. и признан сегодня классикой жанра.
Настоящую славу Кемельману принёс цикл детективных романов, в которых главным действующим лицом является раввин Смолл — наподобие Честертоновского отца Брауна демонстрирующий куда бо́льшие успехи в раскрытии преступлений, чем профессиональные сыщики и полицейские, благодаря здравому смыслу и постоянному обращению к источникам религиозной мудрости.

## Сочинения, переведённые на русский язык
Из цикла о раввине Смолле:
- «В пятницу Рабби долго спал» (англ. Friday the Rabbi Slept Late, 1964, Премия Эдгара Аллана По за лучший первый роман американского писателя)
- «В субботу Рабби остался голодным» (англ. Saturday the Rabbi Went Hungry, 1966)
- «В воскресенье Рабби остался дома» (англ. Sunday the Rabbi Stayed Home, 1969)
- «В понедельник Рабби сбежал» (англ. Monday the Rabbi Took Off, 1972)
- «Во вторник Рабби пришел в ярость» (англ. Tuesday the Rabbi Saw Red, 1973)
- «В среду Рабби промок» (англ. Wednesday the Rabbi Got Wet, 1976)
- «В четверг Рабби прогулял» (англ. Thursday the Rabbi Walked Out, 1978)

Из цикла о Ники Уэлте:
- Прогулка в девять миль (англ. The Nine Mile Walk, 1947) // Антология полицейского рассказа / составители: Адольфо Биой Касарес, Хорхе Луис Борхес. СПб.: Амфора, 2002. С. 347—358.